# Carlos Pellegrini
Carlos Enrique José Pellegrini (11. oktober 1846 i Buenos Aires, Argentina − 17. juli 1906 smst.) var en argentinsk jurist og politiker. Han var Argentinas præsident fra 6. august 1890 til 12. oktober 1892.
Under hans ledelse fik hans ryddet op i finanserne, stiftede Banco de la Nación Argentina, Argentina's national bank, og det prestigefyldte high-school som bære hans navn: Escuela Superior de Comercio Carlos Pellegrini.
Efter hans regeringsperiode, fungere han som senator mellem 1895 og 1903.,
Han er begravet på Cementerio de La Recoleta i Buenos Aires.